# باربی در فندق‌شکن
باربی در فندق‌شکن (انگلیسی: Barbie in the Nutcracker) یک فیلم ویدئویی پویانمایی رایانه‌ای در ژانر کودکان، فانتزی و ماجراجویی به کارگردانی اوون هارلی است که در سال ۲۰۰۱ منتشر شد.